# Ögödei Khan
Ögödei o Ögedei Khan (in mongolo: Өгөөдэй, Ôgôôdėj; in cinese: 窝阔台, Hànyǔ Pīnyīn: Wōkuòtái; anche Ogotai e Oktay) (1186 – 11 dicembre 1241) è stato un condottiero mongolo.

## Biografia
Ögodei era il terzo figlio di Gengis Khan e secondo Gran Khan dell'Impero mongolo, o tartaro come era chiamato dagli europei al tempo delle invasioni mongole, che iniziarono negli anni '30 del XIII secolo proprio con Ögodei; i nemici dei Mongoli estendevano infatti all'intero impero il nome proprio (storpiato in modo spregiativo) di una delle tribù che furono a suo tempo unificate da Gengis Khan, i Tatari.

### L'ascesa
Come tutti i Gran Khan, Ögodei venne eletto ufficialmente dal Quriltai, l'assemblea dell'aristocrazia mongola: già de facto condottiero dell'Impero come volevano le ultime volontà del padre, fu eletto nel 1229, dopo quasi due anni dalla morte di Gengis Khan con una reggenza ad interim di Tolui, e il suo potere proseguì fino al 1241, data della sua morte. Inizialmente il Kuriltai aveva deciso per il fratello Tolui ma poi venendo a conoscenza del testamento di Gengis Khan, accettò Ogodei.
A lui si deve la costruzione di un primo embrionale sistema burocratico dell'impero mongolo, la creazione dell'efficiente servizio postale mongolo (quello che permise a frate Giovanni da Pian del Carpine di percorrere immense distanze in pochissimo tempo) e il primo grande tentativo di invasione dell'Europa. Ogodei radunò un esercito di 150.000 uomini (15 tumen, cioè tenebre secondo l'unità di misura mongola) e con esso invase un'Europa divisa in numerosi regni e indebolita dal contrasto tra il Papato e il Sacro Romano Impero, divisioni che rendevano l'Europa un obiettivo molto debole e appetibile.

### La fine
Ogodei, come tutti i figli di Gengis Khan, era alcolizzato e spesso ammalato per le conseguenze di questa piaga. Tuttavia, i Mongoli riuscirono in breve tempo ad arrivare dai Paesi baltici scendendo per la Polonia e la Boemia fino ai confini del Friuli, della Dalmazia e dell'odierna Albania, ma tutto a un tratto si fermarono e con la stessa velocità con cui erano arrivati scomparvero (seguendo una strada diversa rispetto a quella percorsa all'andata per motivi di superstizione - soprattutto frate Guglielmo di Rubruck ci parla della superstizione dei Mongoli. Anche nel viaggio di ritorno attraverso la Bulgaria mostrarono grande arte nella distruzione e nello sterminio). L'improvvisa ritirata fu dovuta alla notizia della morte di Ögodei che richiese la presenza di tutti i principi mongoli per presiedere al nuovo Quriltai che dopo un periodo ad interim della vedova Töregene Khatun (reggente dal 1241-1246) portò all'elezione di Güyük, figlio di Ögodei.

## Discendenza
Ebbe sicuramente almeno otto mogli ed una concubina:
- 1ª Borajin Khatun,
- 2ª Töregene Khatun, dei Merkit
- 3ª Moge Khatun, sua matrigna, vedova di Gengis Khan
- 4ª Alqui Khatun,
- 5ª Kirgistani Khatun,
- 5ª Kujulder Khatun, figlia di Temur Buka dei Naiman
- 7ª Juciai Khatun,
- 8ª Jachin Khatun,
- Argana, la concubina

In particolare con Töregene Khatun, Ogodei ebbe almeno 5 figli:
- Güyük, Gran Khan
- Godan Khan
- Küchü Khan, padre di Cimeron Khan
- Karatchar Khan
- Kashin Khan, padre di Kaidu Khan, padre di Chapar Khan, l'ultimo della stirpe di Ogodei.

Altri suoi figli furono:
- Kadan Khan, figlio della concubina Argana
- Malik Khan, poi Principe dello Yang Chai